# Atlanta Silverbacks
El Atlanta Silverbacks Football Club fue un equipo de fútbol de Estados Unidos, con base en la ciudad de Atlanta. Fue fundado en 1994 como Atlanta Ruckus y jugó en la A-League, USL First Division y la North American Soccer League hasta su desaparición en 2015.
Los colores del club eran el rojo, negro, gris y blanco. Jugaba sus encuentros de local en el Atlanta Silverbacks Park de Atlanta, con capacidad para 5.000 espectadores.
El club tenía una sección femenina, el Atlanta Silverbacks Women, que jugó en la Women's Premier Soccer League entre 2005 y 2016.

## Historia

### Atlanta Ruckus (1994-1998)
En julio de 1994, la American Professional Soccer League (APSL) anunció el ingreso del Atlanta Magic como nueva franquicia para el 2015; el club contaba con el internacional por Estados Unidos Bruce Murray. Sin embargo, el dueño del equipo Sam Chase decidió crear un nuevo equipo, el Atlanta Ruckus en la APSL.
Fue financiado para jugar su primera temporada en 2015 por el empresario sudafricano Johnny Imerman, y bajo la dirección del exinternacional por Estados Unidos Lothar Oslander, el club debutó el 5 de mayo de 1995 contra el Vancouver Whitecaps por la liga A-League.

### Atlanta Silverbacks FC (1998-2015)
En septiembre de 1998 durante una conferencia de prensa en el Zoo de Atlanta, los dueños del club anunciaron la creación del Atlanta Silverbacks, en honor a Willie B., un gorila lomo plateado que era la mayor atracción del zoológico. Desde 1999 a 2001, el club estuvo afiliado al Dallas Burn de la Major League Soccer.
En noviembre de 2009, el club anunció sus intenciones de dejar la USL para ser cofundadores de la North American Soccer League (NASL) que comenzaba en 2010. Luego de una sanción, lograron integrarse a la NASL en 2011.
El 2 de julio de 2012, el club anunció la contratación de Eric Wynalda como entrenador interino del club y director deportivo, en reemplazo de Álex Pineda y Rodrigo Ríos. Wynalda nombró a Brian Haynes como nuevo entrenador, y el club logró ganar la fase regular de la NASL 2013 y llegar a la final del Soccer Bowl, que perdieron por 1-0 ante el New York Cosmos. Haynes dejó el club al final de la temporada.
En la U.S. Open Cup de 2014, los Silverbacks derrotaron al Real Salt Lake y el Colorado Rapids de la MLS, alcanzando los cuartos de final donde fueron eliminados por el Chicago Fire.
Luego de la temporada 2014, el club no logró conseguir nuevos dueños y la franquicia terminó el 11 de enero de 2016.

### Legado
El equipo reserva de los Silverbacks de la National Premier Soccer League adoptó el nombre del club, autorizado por el dueño del nombre de la franquicia Boris Jerkunica, con la que jugó 3 temporadas entre 2016 y 2018. En enero de 2019 esta asociación terminó, y consecuentemente el club fue nombrado Atlanta Soccer Club.

## Uniforme
- Uniforme titular: Camiseta roja, pantalón negro y medias negras.

Uniforme alternativo: Camiseta, pantalón y medias blancas.

## Trayectoria
| 1995                | 2        | A-League           | 4° (13–11)                              | Finalista    | 2da Ronda        | 2,632    |          |          |          |          |
| 1996                | 2        | A-League           | 7° (3–19)                               | No clasificó | No clasificó     | 4,315    |          |          |          |          |
| 1997                | 2        | USISL A-League     | 7°, Central (12–16)                     | No clasificó | No clasificó     | 2,406    |          |          |          |          |
| 1998                | 2        | USISL A-League     | 6°, Atlantic (7–21)                     | No clasificó | No clasificó     | 923      |          |          |          |          |
| Atlanta Silverbacks |          |                    |                                         |              |                  |          |          |          |          |          |
| 1999                | 2        | USISL A-League     | 5°, Atlantic (15–13)                    | No clasificó | No clasificó     | 2,703    |          |          |          |          |
| 2000                | 2        | USISL A-League     | 6°, Atlantic (11–14–3)                  | No clasificó | No clasificó     | 3,327    |          |          |          |          |
| 2001                | 2        | USISL A-League     | 5°, Central (13–12–1)                   | 1.ª Ronda    | No clasificó     | 1,094    |          |          |          |          |
| 2002                | 2        | USISL A-League     | 3°, Southeast (13–13–2)                 | 1.ª Ronda    | 3.ª Ronda        | 1,006    |          |          |          |          |
| 2003                | 2        | USISL A-League     | 5°, Southeast (4–17–7)                  | No clasificó | 3.ª Ronda        | 1,200    |          |          |          |          |
| 2004                | 2        | USISL A-League     | 5°, Eastern (14–11–3)                   | No clasificó | 4.ª Ronda        | 1,662    |          |          |          |          |
| 2005                | 2        | USL First Division | 8° (10–15–3)                            | No clasificó | 3.ª Ronda        | 1,724    |          |          |          |          |
| 2006                | 2        | USL First Division | 8° (10–13–5)                            | No clasificó | 3.ª Ronda        | 2,298    |          |          |          |          |
| 2007                | 2        | USL First Division | 4° (12–9–7)                             | Finalista    | 3.ª Ronda        | 2,372    |          |          |          |          |
| 2008                | 2        | USL First Division | 9° (8–12–10)                            | No clasificó | 2da Ronda        | 2,281    |          |          |          |          |
| 2009                | Sin liga | Sin liga           | Sin liga                                | Sin liga     | Sin liga         | Sin liga | Sin liga | Sin liga | Sin liga | Sin liga |
| 2010                | Sin liga | Sin liga           | Sin liga                                | Sin liga     | Sin liga         | Sin liga | Sin liga | Sin liga | Sin liga | Sin liga |
| 2011                | 2        | NASL               | 8° (4–20–4)                             | No clasificó | No entró         | 2,866    |          |          |          |          |
| 2012                | 2        | NASL               | 7° (7–12–9)                             | No clasificó | 3.ª Ronda        | 4,505    |          |          |          |          |
| 2013                | 2        | NASL               | 1° – Spring (6–3–3) 7° – Fall (4–6–4)   | Subcampeones | 3.ª Ronda        | 4,677    |          |          |          |          |
| 2014                | 2        | NASL               | 8° – Spring (3–5–1) 10° – Fall (3–11–4) | No clasificó | Cuartos de final | 4,053    |          |          |          |          |
| 2015                | 2        | NASL               | 11° – Spring (1–4–5) 6° – Fall (6–7–7)  | No clasificó | 4.ª Ronda        | 4,024    |          |          |          |          |

## Jugadores

### Jugadores destacados
| - Danny Barrera - Pablo Cruz - Mark Bloom - Jeff Cassar - Nico Colaluca - John Doyle - David Hayes - Tim Martin - Tony McManus - Edgar Espinoza - Bruce Murray - Ciaran O'Brien - Bo Oshoniyi - Brian Piesner - Daryl Sattler | - Junior Burgos - Álex Pineda Chacón - Fabian Dawkins - Antonio de la Torre - Leslie "Tiger" Fitzpatrick - Reinaldo Navia - Felipe Nogueira - Mario Pérez Zúñiga - Felipe Quintero - Rodrigo Ríos - Brent Sancho - Danilo Turcios - Richard Menjívar - Deon McCaulay - Liam George - Macoumba Kandji - Shaun McSkimming - Ignace Moleka - John Barry Nusum - Staale Soebye - Velko Yotov |

## Entrenadores
| - Lothar Osiander (1995) - Charlie Morgan (1996) - Angus McAlpine (1997) - David Eristavi (1997–1998) - Chris Hellenkamp (1998) (Interino) - Nuno Piteira (1999–2000) - John Dugan (2001) - Brett Mosen (2002) - Jacenir Silva (2003) | - David Vaudreuil (2004–2005) - Jason Smith (2005–2008) - José Manuel Abundis (2011) - Alex Pineda Chacón (2012) - Eric Wynalda (2012) (Interino) - Brian Haynes (2012–2013) - Eric Wynalda (2014) - Jason Smith (2014–2014) - Alejandro Pombo (2014–) (Interino) - Gary Smith (2014-2016) |

## Palmarés

### Torneos nacionales
| Competición nacional               | Títulos                | Subcampeonatos |
| ---------------------------------- | ---------------------- | -------------- |
| North American Soccer League (1/0) | 2013 (Spring Season).  |                |
| Derby del Sur (4/0)                | 2002, 2004, 2005, 2006 |                |